# Daphnopsis ficina
Daphnopsis ficina är en tibastväxtart som beskrevs av Standley och Steyerm.. Daphnopsis ficina ingår i släktet Daphnopsis och familjen tibastväxter. Inga underarter finns listade i Catalogue of Life.